# 馬鹿ばっか
「馬鹿ばっか」（ばかばっか）は、THE SUPER FRUITのシングル。2022年12月21日につばさレコーズより発売された。

## 概要
THE SUPER FRUITがデビューシングル「チグハグ」に続いて発表したシングル。「裏デビューシングル」と位置付けられ、2ndシングルにはカウントされていない。
自己肯定を表から訴えたミディアムポップス曲「チグハグ」とは対照的に、弱さや脆さといった人間の裏側の感情を歌うロック曲となっている。ただしテーマは同一であり、「チグハグ」とは表裏一体の関係にあると説明されている。小田惟真・田倉暉久・阿部隼大がボーカルを務め、CRE8BOYがダンスの振付を担当した。
2022年12月10日、ミュージックビデオをYouTubeにて公開。12月21日、Loppi・HMV限定盤として発売された。

## 収録曲

### Loppi・HMV限定盤
CD
1. 馬鹿ばっか
作詞：児玉雨子、作曲：めんま・本田光史郎、編曲：木下龍平
2. チグハグ [instrumental]
作曲：サトダユーリ、編曲：木下龍平